# Соколово (Великоустюгский район)
Соколово — деревня в Великоустюгском районе Вологодской области.
Входит в состав Юдинского сельского поселения, с точки зрения административно-территориального деления — в Юдинский сельсовет.
Расстояние по автодороге до районного центра Великого Устюга — 10 км, до центра муниципального образования Юдино — 9 км. Ближайшие населённые пункты — Запань Бобровниково, Демьяново, Колпаково, Уржумово.
По переписи 2002 года население — 2 человека.